# Verdun (1928)
Verdun – francuski wielki niszczyciel z okresu II wojny światowej z grupy typów 2400-tonowych, podtypu Guépard. W służbie od 1930, samozatopiony w Tulonie 27 listopada 1942.
„Verdun” należał do podtypu Guépard francuskich 2400-tonowych wielkich niszczycieli (grupy B). Zamówiono go w ramach programu z 1926 roku. Nosił numery burtowe: w latach 1930-31: 7, 1931-33: 1, 1933-36: brak, 1936-39: 33, 1939-42: X33. 

## Służba w skrócie
Po wybuchu II wojny światowej „Verdun” służył głównie na Morzu Śródziemnym, bazując w Tulonie, w składzie 3. Dywizjonu Kontrtorpedowców (z „Guépard” i „Valmy”). Po przystąpieniu Włoch do wojny, wziął udział z 10 innymi niszczycielami i 4 krążownikami w operacji ostrzelania w czerwcu 1940 włoskich portów Genui i Vado.
Po klęsce Francji, pozostał pod kontrolą rządu Vichy. W 1941 wzmocniono mu lekkie uzbrojenie przeciwlotnicze, dodając podwójne działko 37 mm i 2 pojedyncze wkm-y 13,2 mm. 
„Verdun” wraz z innymi okrętami został samozatopiony podczas niemieckiej próby zagarnięcia floty francuskiej w Tulonie 27 listopada 1942. Po przejęciu Tulonu przez Włochów, podnieśli oni okręt, lecz nie podjęli prób wcielenia go do służby. Wrak został następnie złomowany.
Szczegółowy opis i dane - w artykule niszczyciele typu 2400-tonowego